# بلاد+
بلاد+ با تلفظ بلاد پلاس (به ژاپنی: ブラッドプラス ,Buraddo Purasu) یک مجموعه تلویزیونی انیمه ژاپنی ساخته شده توسط پروداکشن آی.جی و انیپلکس است. این مجموعه توسط جونیچی فوجیساکو کارگردانی شده‌است. پخش این انیمه به تعداد ۵۰ قسمت از ۸ اکتبر ۲۰۰۵، در ژاپن و در شبکهٔ ماهواره‌ای انیماکس و همچنین تلویزیون زمینی تی‌بی‌اس و اِم‌بی‌اِس آغاز شد و در ۲۳ سپتامبر ۲۰۰۶ به پایان رسید.

## شخصیت‌ها
- سایا اوتاناشی (Saya Otonashi)، شخصیت اصلی داستان، یک دختر دبیرستانی که زندگی مسالمت آمیزی با خانوادهٔ خود در استان اوکیناوا داشت. اما، او هیچ چیزی از گذشتهٔ خود بجز چند سال قبل به یاد نمی‌آورد. با این حال او از سرنوشت ترسناکی که در انتظاره اوست بی‌اطلاع است.
- هاجی (Hagi)، اولین دلاور سایا، نوازندهٔ قد بلند، خوش قیافه و بی‌عیب و نقص ویولنسل که به نظر می‌رسد سایا را از قبل می‌شناسد، اما تمام چیزهای دیگر به مانند یک راز باقی می‌ماند. او کلید سرنوشت سایا را در دست دارد.
- کای میاگوسوکو (Kai Miyagusuku)، برادر ناتنی و بزرگتر سایا. او زمانی دانش‌آموز محبوب مدرسه و یک ستارهٔ ورزش بود. او ورزش بیسبال را قبل از آمدن سایا کنار گذاشت.
- دیوا (به ژاپنی: ディーヴァ Dīva) خواهر دوقلوی کوچکتر سایا و هماورد اصلی داستان.